# Energy Policy
Energy Policy ist eine monatlich erscheinende, begutachtete wissenschaftliche Fachzeitschrift, die seit 1973 von Elsevier herausgegeben wird. Chefredakteur ist Stephen D. Thomas.
Die Zeitschrift ist interdisziplinär ausgerichtet befasst sich mit den politischen Aspekten der Energieversorgung unter anderem in ökonomischer, ökologischer und sozialer Hinsicht. Zu den thematischen Schwerpunkten der Zeitschrift zählen unter anderem Energiesicherheit, die Effizienz von Energiesystemen und der technologische Fortschritt im Energiesektor sowie dessen Verbreitung.
Der Impact Factor lag im Jahr 2020 bei 6,142, der fünfjährige Impact Factor bei 6,581. Damit lag das Journal beim Impact Factor auf Rang 32 von insgesamt 114 in der Kategorie „Energie und Treibstoffe“ gelisteten wissenschaftlichen Zeitschriften und auf Rang 41 von 274 in der Kategorie „Umweltwissenschaften“.